# Београдска улица (Врање)
| Београдска улица                        | Београдска улица                                                            |
| --------------------------------------- | --------------------------------------------------------------------------- |
|                                         |                                                                             |
| Почетак                                 | Краља Стефана Првовенчаног                                                  |
| Крај                                    | кружни ток улица Партизанске, Симе Погачаревића, 8. бригaде и Ивана Цанкара |
| Дужина                                  | 250 m                                                                       |
| Ширина                                  | 6 m                                                                         |
| Створена                                | 1928. год.                                                                  |
| Названа                                 | 1950. год.                                                                  |
| Стари називи                            | Војводе Мишића, Максима Горког (Љубљанска)                                  |
|                                         |                                                                             |
|                                         |                                                                             |
| Данашњи изглед Београдске улице у Врању |                                                                             |

Београдска улица у Врању налази се у самом центру града.

## Историјат
Свака улица има своју историју, важне објекте и положај, а неке улице су мењале називе више пута.
Октобра 1928. врањска Општина коначно је нумерисала улице у граду и свакој згради дала потребне бројеве. Улица је мењала назив више пута. Од октобра 1928. године до 1947. године, ова улица носи назив Војводе Мишића. После Другог светског рата од 1947. године и 1950. године добија нови назив Максима Горког (Љубљанска). Од 1950. године до данас носи назив Београдска улица.

## Данас
Београдска улица у Врању почиње од раскрснице улица Ивана Милутиновића и Краља Стефана Првовенчаног. Паралелна је са улицом Иве Лоле Рибара. Налази се близу Саборне цркве Свете Тројице која је главни и највећи православни храм у Врању, те представља непокретно културно добро као споменик културе. Улица се протеже од старе Поште и завршава до кружног тока на раскрсници улица Партизанске, Симе Погачаревића, 8. бригаде и Ивана Цанкара. На самом кружном току постављена је биста Симе Погачаревића који је био учесник Народноослободилачке борбе и народни херој Југославије. У самој улици налази се и кућа у којој је живео Сима Погачаревић.
Београдска улица се налази у самом центру града и иако је једносмерна из правца Краља Стефана Првовенчаног једна је од најпрометнијих и најоптерећенијих улица. У њој се налази Такси станица и Стара аутобуска станица где редовно саобраћају аутобуси према већини мањих места, Владичином Хану, Бујановцу, Врањској Бањи и осталим местима и насељима у самом граду. Савремени начин живота и потрoшачко друштво довело је отварања многих преноћишта, кафића, бутика и продавница, али је позната и по неколико занатских радњи.
На углу Београдске улице и 29. новембра постоји велики градски паркинг. На овом простору се сваке године паркинг затвара и одржавају се концерти у оквиру манифестације Дани Врања где гостују многи домаћи и страни музички извођачи.

## Галерија
- Биста Симе Погачаревића
- Кућа Симе Погачаревића
- Спомен-плоча на кући Симе Погачаревића
- Стара аутобуска станица у Врању
- Занатске радње у Београдској улици у Врању